# Phaenognatha aequistriata
Phaenognatha aequistriata är en skalbaggsart som beskrevs av Gilbert John Arrow 1909. Phaenognatha aequistriata ingår i släktet Phaenognatha och familjen Aclopidae. Inga underarter finns listade i Catalogue of Life.